# Col legno

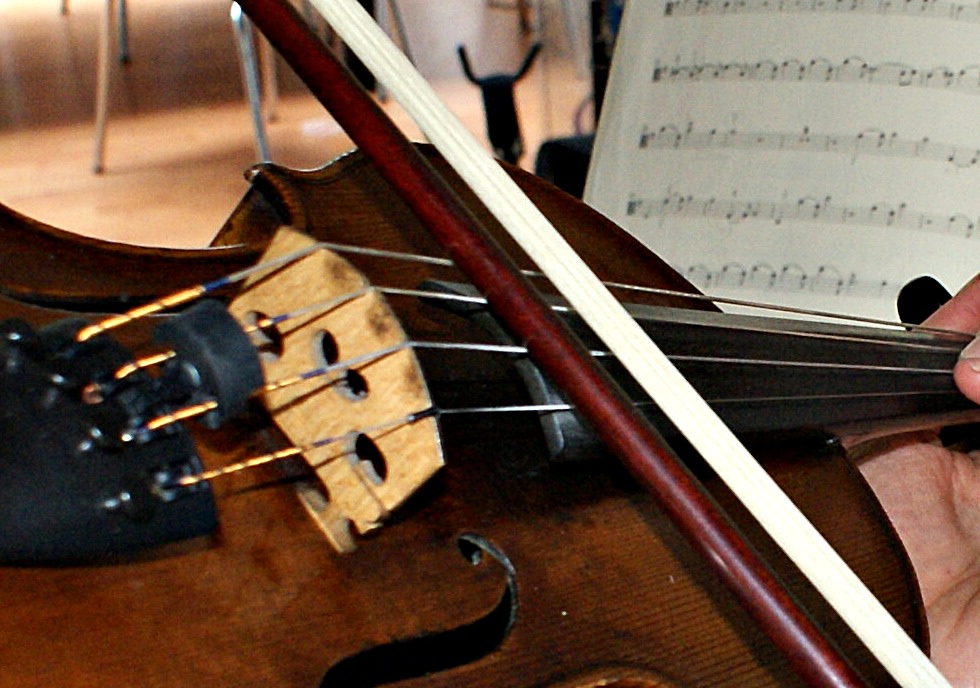

Col legno (Italiaans voor "met het hout") is een muziekterm die aangeeft dat de snaren van strijkinstrumenten in plaats van met de haren, met het hout van de strijkstok worden bespeeld. Er wordt een onderscheid gemaakt tussen col legno battuto ("met het hout geslagen") en col legno tratto ("met het hout gestreken"). 
Bij col legno battuto tikt de speler met het hout van de strijkstok op de snaar, wat resulteert in een kort en droog geluid. Vaak laat men de strijkstok meerdere malen op de snaren stuiteren in ritmische patronen. Deze techniek wordt bijvoorbeeld toegepast in het vijfde deel van Hector Berlioz' Symphonie Fantastique en in de opening van het deel "Mars" uit Gustav Holsts The Planets. Bij het relatief weinig gebruikte col legno tratto wordt met het hout van de strijkstok over de snaren gestreken, wat een dun en ijzig geluid geeft. Dit effect kan bijvoorbeeld worden ingezet in tremoli, zoals in het openingsdeel van Also Sprach Zarathustra van Richard Strauss, maar ook in legato passages, zoals in het eerste deel van Arnold Schönbergs Strijktrio opus 45. 
Col legno kan op alle strijkinstrumenten worden gespeeld, maar wordt vrij zelden toegepast. Het wordt al dan niet met de toevoeging "battuto" (geslagen) of "tratto" (gestreken) aangegeven boven de partij die col legno moet worden gespeeld. In de muzieknotatie wordt col legno opgeheven door het noteren van arco, normale, of col crine ("met de haren"). Er zijn echter nog meer termen in gebruik.
Hoewel de techniek al vanaf de 17e eeuw bekend is, komt hij vooral vanaf de late 19e eeuw voor. Een vroeg voorbeeld van door een componist voorgeschreven col legno kan men vinden aan het einde van het Adagio deel van Joseph Haydns 67ste symfonie uit 1779.
Het col legno spelen veroorzaakt slijtage aan de strijkstok. Daarom gebruiken spelers voor col legno passages ook wel een goedkopere strijkstok. Voor col legno battuto passages wordt soms een ander houten object zoals een potlood gebruikt.
Col legno spelen gaat gepaard met bijgeluiden die samenhangen met de positie van de strijkstok op de snaar. Wanneer meerdere strijkinstrumenten dezelfde partij spelen, zoals in een orkest, wordt het geluid gelijkmatiger. Om het geluid voller te maken kan een speler het hout van de strijkstok naar de kam toe draaien waardoor de zijkant van de beharing contact maakt met de snaar.